# Сянь Синхай

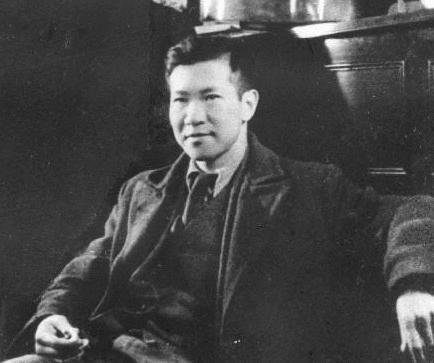
Сянь Синьхай в 23 года в Шанхае, 1920-е годы.

Сянь Синха́й (13 июня, 1905 — 30 октября 1945) (кит. трад. 冼星海, пиньинь Xiǎn Xīnghăi) — китайский композитор, находившийся под влиянием Западной классической музыки и оказавший влияние на несколько поколений китайских музыкантов. Сянь Синхай сочинял музыку крупных музыкальных форм (две симфонии, скрипичный концерт, четыре масштабных хоровых произведения, около 300 песен и оперы). Наиболее известно его произведение Кантата «Желтая река», на её основе написан Концерт для фортепиано с оркестром.

## Биография
Сянь Синхай родился 13 июня 1905 года в Макао.
Его родители были уроженцами уезда Паньюй провинции Гуандун.
В раннем детстве они с матерью часто переезжали, его отец Сянь Синхая умер ещё до рождения мальчика.
Когда ему было 6 лет, они с матерью переехали в Сингапур, где он пошёл в начальную школу Янчжэн  и сделал свои первые шаги в мире музыки.
Первым музыкальный талант будущего композитора заметил его учитель и мальчика записали в школьный военный оркестр.
Позже директор школы Линь Яосян  отправил Синьхая и 19 других студентов в город Гуанчжоу, чтобы они продолжили там образование.
В 1918 году Сянь Синхай начал изучать игру на кларнете в школе юношеская христианской ассоциации при Университете Линнань в Гуанчжоу.
В 1926 году он поступил в Национальный музыкальный институт в Пекинском Университете, чтобы изучать музыку, а в 1928 году поступил в Шанхайский музыкальный институт, чтобы учиться игре на скрипке и фортепиано. В том же году он опубликовал свой известный очерк «The Universal Music» (универсальная музыка).
В 1929 году он уехал в Париж, где встретился и познакомился со скрипачом Ма Сыцуном. Ма Сыцун представил Сянь Синхая многим известным парижским артистам.
В 1934 году он стал первым китайским студентом, поступившим в Парижскую консерваторию. Там он изучал композицию под руководством Поля Дюка.
Сянь Синхай вернулся в Китай в 1935 году, в разгар японской оккупации северо-восточной части страны. Используя свою музыку как оружие в знак протеста против оккупации, он принял участие в патриотической деятельности.
Во время китайско-японской войны (1937—1945), композитор писал вокальные произведения, работал на киностудиях до переезда в Яньань (в то время — основной оплот Коммунистической партии Китая), где стал деканом музыкального факультета Института искусств имени Лу Синя  в 1938 году.
В 1940 году Сянь Синхай поехал в Советский Союз, чтобы написать музыку к документальному фильму «Яньань и 8-я армия». Перед отъездом Мао Цзэдун пригласил его к себе на ужин.
В 1941 году война помешала его работе, и Сянь Синхай попытался вернуться на родину через Синьцзян, но местный военачальник Шэн Шицай, известный своими антикоммунистическими убеждениями, блокировал пути и композитор остался в эвакуации в Алма-Ате. Алматинский период жизни композитора тесно связан с биографией известного казахского композитора Бахытжана Байкадамова, в доме старшей сестры которого Сянь Синхай прожил с ноября 1942 по январь 1944 года. Период пребывания Сянь Синхая в Казахстане очень подробно показан в совместном казахстанско-китайском фильме "Композитор", в съёмках которого были задействованы как казахстанские, так и китайские актёры.
Переутомление и недоедание сказались на его здоровье, Сянь Синхай заболел туберкулезом. После войны композитор вернулся в Москву на лечение, но не смог до конца исцелиться.
Он умер в возрасте 40 лет, от болезни легких, 30 октября 1945 года, в одной из московских больниц. Был похоронен на кладбище под Москвой.

## Музыкальная карьера
Во время учёбы в Париже Сянь Синхай написал «Ветер», «Песню странника», «Сонату для скрипки ре минор» и другие работы.
После возвращения в Китай Сянь Синхай написал свои знаменитые кантаты 黄河大合唱 ('Кантата Жёлтая река') и кантата 生产运动大合唱.
Во время пребывания в СССР он сочинил патриотические симфонии 民族解放 «Освобождение нации» и 民族解放 «Священная война», сюиты «Red All Over the River» и 中国狂想曲 «Китайская рапсодия» для духовых и струнных инструментов.
Сянь Синхай написал симфонии 民族解放 («Национальное освобождение») и 神圣之战 («Священная война»), он автор песен:
- 游击军歌 «Партизанская песня»
- 到敌人后方去 «Идите в тыл противника.»
- 在太行山上 «В Тайханшань»
- 二月里来 «Был Февраль»
- 黄河之恋 «Желтая любовь»
- 夜半歌声
- 救国军歌 «Песня Национального спасения»
- 战歌 «Боевой гимн»
- 保卫卢沟桥 «Защитим мост Марко Поло»
- 三八妇女节歌 «Женский день»
- 打倒汪精卫 «Долой Ван Цзинвэя»

## Наследие
Сянь Синхай сочинил более 300 произведений, опубликовал 35 работ, в том числе «Национальные стили китайской музыки».
Учитывая его вклад в китайскую музыку, ему было присвоено звание народный композитор.
Во время культурной революции (1966—1976), когда все западное и некоторые виды китайского искусства были запрещены, пианист Инь Чэнцзун исполнил «Хуанхэ Кантату» в концерте для фортепиано и оркестром, под названием «Желтая река. Концерт для фортепиано с оркестром» (1969).
В 1970-е годы в Китае проходила дискуссия, нужны ли в Китае некоторые политически некорректные гимны, такие как «Алеет Восток».
Было решено, что эта работа сама по себе является культурным наследием страны, характеризующим то время, когда гимн был создан. Мелодии гимна напоминали зрителям о своем времени.
Начиная с 1970-х годов, его концерт «Желтая река» был исполнен на Западе музыкантом Инь Чэнцзуном, а в 1988 году итальянский пианист Риккардо Кармелла стал первым Западным пианистом, который исполнил его концерт в Китае с Пекинским симфоническим оркестром Радио.
В честь Сянь Синхая были названы консерватория и концертный зал в Гуанчжоу, а также улица в Алма-Ате. В 2005 году, в рамках празднования 100-летия со дня его рождения, в Макао была воздвигнута трехметровая статуя композитора.

## Память

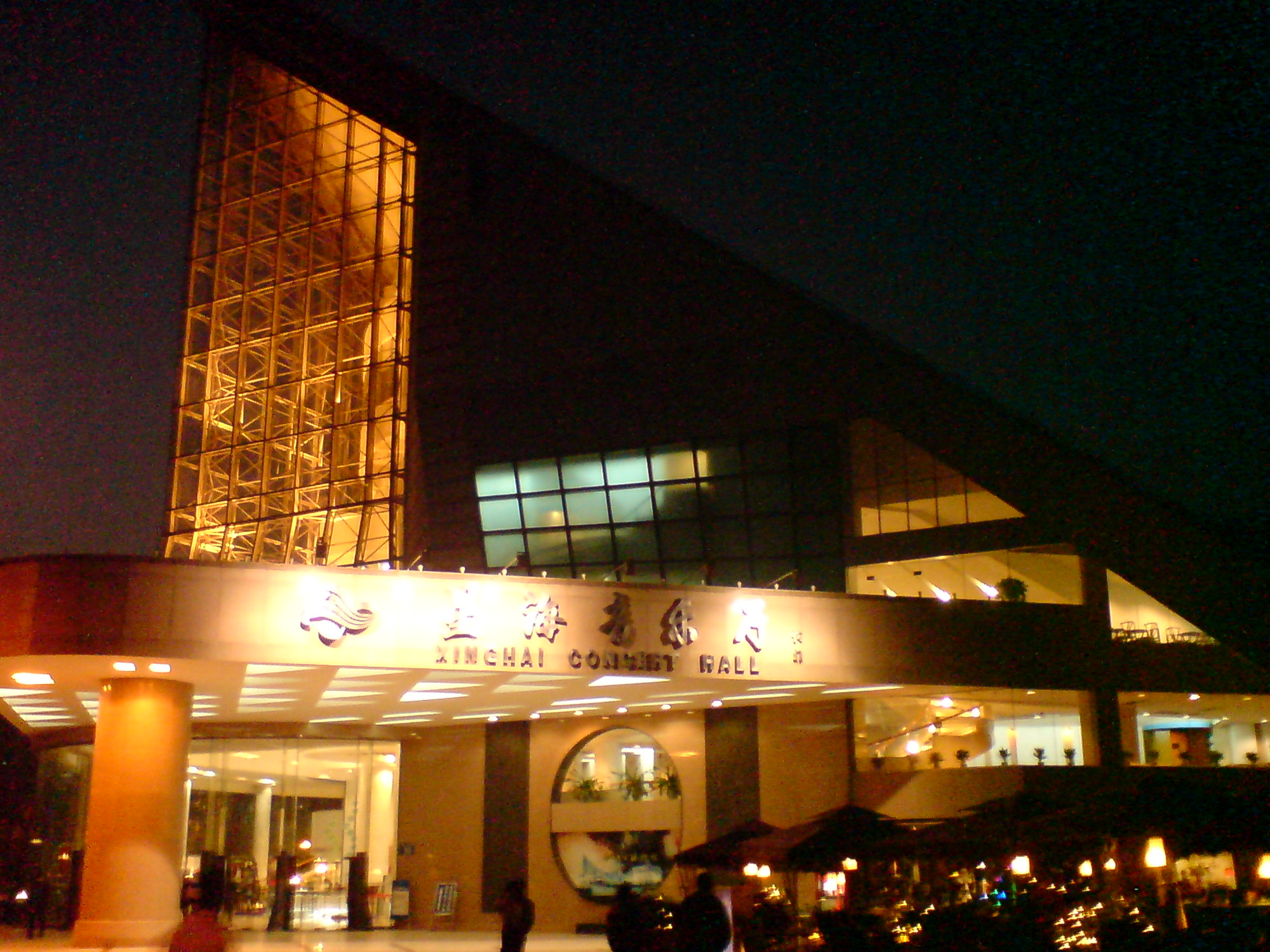
Концертный зал «Синхай»

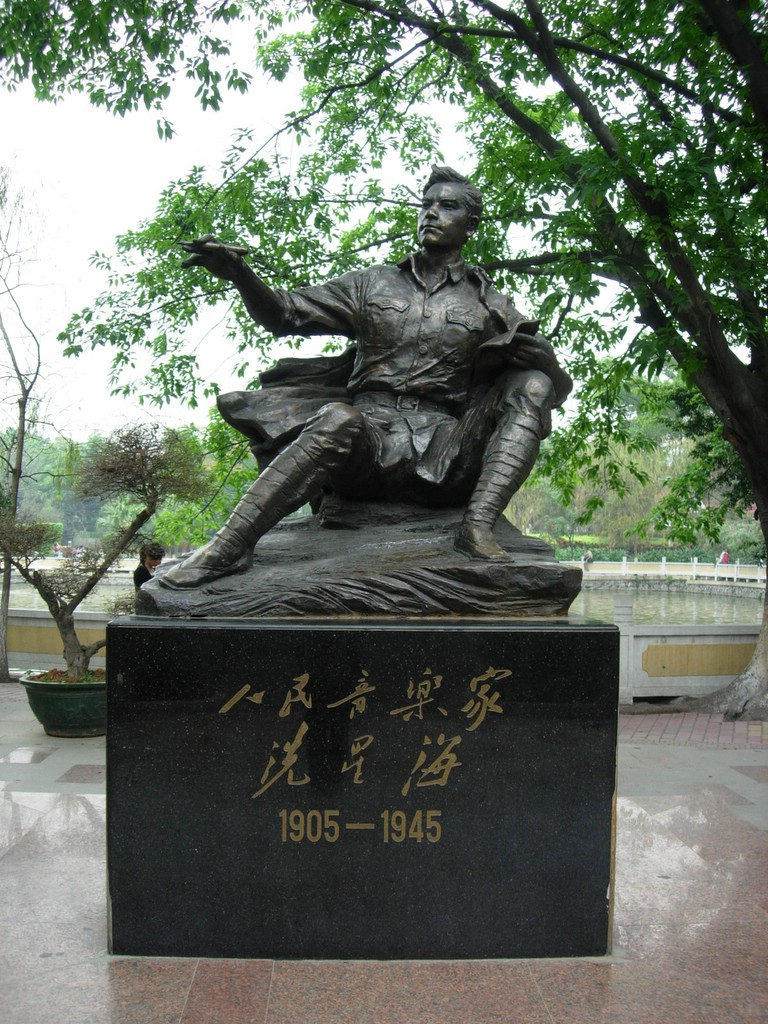
Статуя Сянь Синхая

- Консерватория Сянь Синхай и Концертный зал «Синхай» в Гуанчжоу названы в честь Сянь Синхая.
- Статуя Сянь Синхая была возведена в Народном парке центрального Гуанчжоу.
- 3-х метровая статуя Сянь Синхая была возведена на пересечении проспекта Сянь Синхай и улицы Руа-де-Берлине в Макао в ознаменование 100-летия со дня рождения композитора.[6]
- Улица в Алматы, Казахстан названа в честь композитора Сянь Синхая.[4]
- В 2009 году в Китае был создан фильм о нелегком детстве и жизни Сянь Синхая под названием Звезда и море (авторы Qiankuan Li и Guiyun Сяо).
- 8 июня 2017 г. в Астане состоялась презентация по поводу начала съёмок казахско-китайского фильма «Композитор». Биографическую ленту будут снимать киностудия «Казахфильм» и китайские кинокомпании «Shineworks Pictures» и «China Film Coproduction Corporation»[7].